# Collegi elettorali del Senato della Repubblica del 1993
I collegi elettorali del Senato della Repubblica del 1993 sono stati utilizzati per le elezioni politiche della Repubblica Italiana del 1994, del 1996 e del 2001.
Vennero istituiti nel 1993 con la cosiddetta Legge Mattarella (Legge n. 276, Norme per l'elezione del Senato della Repubblica), attuata in seguito ai referendum abrogativi del 1993. La legge istituì per la Camera dei deputati e per il Senato della Repubblica un sistema di elezione misto, in parte maggioritario e in parte proporzionale. Il 75% dei parlamentari dell'assemblea veniva eletto in collegi uninominali tramite sistema maggioritario a turno unico; il restante 25% al Senato veniva eletto tramite recupero proporzionale dei più votati non eletti attraverso un meccanismo di calcolo denominato "scorporo", cioè sottraendo dal conteggio dei voti totali di una lista nella parte proporzionale i voti ottenuti dai candidati collegati alla medesima lista che erano eletti nei collegi uninominali con il sistema maggioritario.

## Elenco delle circoscrizioni e dei collegi
| Regioni               | Senatori eletti                               | Circoscrizioni        | Circoscrizioni                    | Collegi uninominali           | Collegi uninominali | Collegi uninominali |
| Regioni               | Senatori eletti                               | Denominazione         | Localizzazione                    | Denominazione                 | Comune più popoloso |                     |
| --------------------- | --------------------------------------------- | --------------------- | --------------------------------- | ----------------------------- | ------------------- | ------------------- |
| Piemonte              | 17 collegi uninominali 6 seggi proporzionali  | Piemonte              |                                   | 1 - Torino Centro - Collina   | Torino              |                     |
| Piemonte              | 17 collegi uninominali 6 seggi proporzionali  | Piemonte              | 2 - Torino Barriera di Milano     | Torino - Barriera di Milano   |                     |                     |
| Piemonte              | 17 collegi uninominali 6 seggi proporzionali  | Piemonte              | 3 - Torino Vallette - Crocetta    | Torino - Vallette - Crocetta  |                     |                     |
| Piemonte              | 17 collegi uninominali 6 seggi proporzionali  | Piemonte              | 4 - Torino Lingotto - Mirafiori   | Torino - Lingotto - Mirafiori |                     |                     |
| Piemonte              | 17 collegi uninominali 6 seggi proporzionali  | Piemonte              | 5 - Ivrea                         | Ivrea                         |                     |                     |
| Piemonte              | 17 collegi uninominali 6 seggi proporzionali  | Piemonte              | 6 - Rivoli                        | Rivoli                        |                     |                     |
| Piemonte              | 17 collegi uninominali 6 seggi proporzionali  | Piemonte              | 7 - Settimo Torinese              | Settimo Torinese              |                     |                     |
| Piemonte              | 17 collegi uninominali 6 seggi proporzionali  | Piemonte              | 8 - Moncalieri                    | Moncalieri                    |                     |                     |
| Piemonte              | 17 collegi uninominali 6 seggi proporzionali  | Piemonte              | 9 - Pinerolo                      | Pinerolo                      |                     |                     |
| Piemonte              | 17 collegi uninominali 6 seggi proporzionali  | Piemonte              | 10 - Verbania                     | Verbania                      |                     |                     |
| Piemonte              | 17 collegi uninominali 6 seggi proporzionali  | Piemonte              | 11 - Novara                       | Novara                        |                     |                     |
| Piemonte              | 17 collegi uninominali 6 seggi proporzionali  | Piemonte              | 12 - Biella                       | Biella                        |                     |                     |
| Piemonte              | 17 collegi uninominali 6 seggi proporzionali  | Piemonte              | 13 - Vercelli                     | Vercelli                      |                     |                     |
| Piemonte              | 17 collegi uninominali 6 seggi proporzionali  | Piemonte              | 14 - Alessandria                  | Alessandria                   |                     |                     |
| Piemonte              | 17 collegi uninominali 6 seggi proporzionali  | Piemonte              | 15 - Asti                         | Asti                          |                     |                     |
| Piemonte              | 17 collegi uninominali 6 seggi proporzionali  | Piemonte              | 16 - Cuneo                        | Cuneo                         |                     |                     |
| Piemonte              | 17 collegi uninominali 6 seggi proporzionali  | Piemonte              | 17 - Alba                         | Alba                          |                     |                     |
| Valle d'Aosta         | 1 collegio uninominale                        | Valle d'Aosta         |                                   | 1 - Aosta                     | Aosta               |                     |
| Lombardia             | 35 collegi uninominali 12 seggi proporzionali | Lombardia             |                                   | 1 - Milano 1                  | Milano              |                     |
| Lombardia             | 35 collegi uninominali 12 seggi proporzionali | Lombardia             | 2 - Milano 2                      | Milano                        |                     |                     |
| Lombardia             | 35 collegi uninominali 12 seggi proporzionali | Lombardia             | 3 - Milano 3                      | Milano                        |                     |                     |
| Lombardia             | 35 collegi uninominali 12 seggi proporzionali | Lombardia             | 4 - Milano 4                      | Milano                        |                     |                     |
| Lombardia             | 35 collegi uninominali 12 seggi proporzionali | Lombardia             | 5 - Milano 5                      | Milano                        |                     |                     |
| Lombardia             | 35 collegi uninominali 12 seggi proporzionali | Lombardia             | 6 - Milano - Sesto San Giovanni   | Milano - Sesto San Giovanni   |                     |                     |
| Lombardia             | 35 collegi uninominali 12 seggi proporzionali | Lombardia             | 7 - Lodi                          | Lodi                          |                     |                     |
| Lombardia             | 35 collegi uninominali 12 seggi proporzionali | Lombardia             | 8 - Rozzano                       | Rozzano                       |                     |                     |
| Lombardia             | 35 collegi uninominali 12 seggi proporzionali | Lombardia             | 9 - Abbiategrasso                 | Abbiategrasso                 |                     |                     |
| Lombardia             | 35 collegi uninominali 12 seggi proporzionali | Lombardia             | 10 - Rho                          | Rho                           |                     |                     |
| Lombardia             | 35 collegi uninominali 12 seggi proporzionali | Lombardia             | 11 - Bollate                      | Bollate                       |                     |                     |
| Lombardia             | 35 collegi uninominali 12 seggi proporzionali | Lombardia             | 12 - Cinisello Balsamo            | Cinisello Balsamo             |                     |                     |
| Lombardia             | 35 collegi uninominali 12 seggi proporzionali | Lombardia             | 13 - Seregno                      | Seregno                       |                     |                     |
| Lombardia             | 35 collegi uninominali 12 seggi proporzionali | Lombardia             | 14 - Monza                        | Monza                         |                     |                     |
| Lombardia             | 35 collegi uninominali 12 seggi proporzionali | Lombardia             | 15 - Melzo                        | Melzo                         |                     |                     |
| Lombardia             | 35 collegi uninominali 12 seggi proporzionali | Lombardia             | 16 - Cologno Monzese              | Cologno Monzese               |                     |                     |
| Lombardia             | 35 collegi uninominali 12 seggi proporzionali | Lombardia             | 17 - Varese                       | Varese                        |                     |                     |
| Lombardia             | 35 collegi uninominali 12 seggi proporzionali | Lombardia             | 18 - Gallarate                    | Gallarate                     |                     |                     |
| Lombardia             | 35 collegi uninominali 12 seggi proporzionali | Lombardia             | 19 - Busto Arsizio                | Busto Arsizio                 |                     |                     |
| Lombardia             | 35 collegi uninominali 12 seggi proporzionali | Lombardia             | 20 - Como                         | Como                          |                     |                     |
| Lombardia             | 35 collegi uninominali 12 seggi proporzionali | Lombardia             | 21 - Cantù                        | Cantù                         |                     |                     |
| Lombardia             | 35 collegi uninominali 12 seggi proporzionali | Lombardia             | 22 - Brescia                      | Brescia                       |                     |                     |
| Lombardia             | 35 collegi uninominali 12 seggi proporzionali | Lombardia             | 23 - Lumezzane                    | Lumezzane                     |                     |                     |
| Lombardia             | 35 collegi uninominali 12 seggi proporzionali | Lombardia             | 24 - Desenzano del Garda          | Desenzano del Garda           |                     |                     |
| Lombardia             | 35 collegi uninominali 12 seggi proporzionali | Lombardia             | 25 - Chiari                       | Chiari                        |                     |                     |
| Lombardia             | 35 collegi uninominali 12 seggi proporzionali | Lombardia             | 26 - Suzzara                      | Suzzara                       |                     |                     |
| Lombardia             | 35 collegi uninominali 12 seggi proporzionali | Lombardia             | 27 - Mantova                      | Mantova                       |                     |                     |
| Lombardia             | 35 collegi uninominali 12 seggi proporzionali | Lombardia             | 28 - Cremona                      | Cremona                       |                     |                     |
| Lombardia             | 35 collegi uninominali 12 seggi proporzionali | Lombardia             | 29 - Pavia                        | Pavia                         |                     |                     |
| Lombardia             | 35 collegi uninominali 12 seggi proporzionali | Lombardia             | 30 - Vigevano                     | Vigevano                      |                     |                     |
| Lombardia             | 35 collegi uninominali 12 seggi proporzionali | Lombardia             | 31 - Bergamo                      | Bergamo                       |                     |                     |
| Lombardia             | 35 collegi uninominali 12 seggi proporzionali | Lombardia             | 32 - Albino                       | Albino                        |                     |                     |
| Lombardia             | 35 collegi uninominali 12 seggi proporzionali | Lombardia             | 33 - Treviglio                    | Treviglio                     |                     |                     |
| Lombardia             | 35 collegi uninominali 12 seggi proporzionali | Lombardia             | 34 - Sondrio                      | Sondrio                       |                     |                     |
| Lombardia             | 35 collegi uninominali 12 seggi proporzionali | Lombardia             | 35 - Lecco                        | Lecco                         |                     |                     |
| Trentino-Alto Adige   | 6 collegi uninominali 1 seggio proporzionale  | Trentino-Alto Adige   |                                   | 1 - Bolzano                   | Bolzano             |                     |
| Trentino-Alto Adige   | 6 collegi uninominali 1 seggio proporzionale  | Trentino-Alto Adige   | 2 - Merano                        | Merano                        |                     |                     |
| Trentino-Alto Adige   | 6 collegi uninominali 1 seggio proporzionale  | Trentino-Alto Adige   | 3 - Bressanone                    | Bressanone                    |                     |                     |
| Trentino-Alto Adige   | 6 collegi uninominali 1 seggio proporzionale  | Trentino-Alto Adige   | 4 - Trento                        | Trento                        |                     |                     |
| Trentino-Alto Adige   | 6 collegi uninominali 1 seggio proporzionale  | Trentino-Alto Adige   | 5 - Rovereto                      | Rovereto                      |                     |                     |
| Trentino-Alto Adige   | 6 collegi uninominali 1 seggio proporzionale  | Trentino-Alto Adige   | 6 - Pergine Valsugana             | Pergine Valsugana             |                     |                     |
| Veneto                | 17 collegi uninominali 6 seggi proporzionali  | Veneto                |                                   | 1 - Venezia - Spinea          | Venezia             |                     |
| Veneto                | 17 collegi uninominali 6 seggi proporzionali  | Veneto                | 2 - Venezia - San Donà di Piave   | Venezia                       |                     |                     |
| Veneto                | 17 collegi uninominali 6 seggi proporzionali  | Veneto                | 3 - Chioggia                      | Chioggia                      |                     |                     |
| Veneto                | 17 collegi uninominali 6 seggi proporzionali  | Veneto                | 4 - Treviso                       | Treviso                       |                     |                     |
| Veneto                | 17 collegi uninominali 6 seggi proporzionali  | Veneto                | 5 - Vittorio Veneto               | Vittorio Veneto               |                     |                     |
| Veneto                | 17 collegi uninominali 6 seggi proporzionali  | Veneto                | 6 - Conegliano                    | Conegliano                    |                     |                     |
| Veneto                | 17 collegi uninominali 6 seggi proporzionali  | Veneto                | 7 - Belluno                       | Belluno                       |                     |                     |
| Veneto                | 17 collegi uninominali 6 seggi proporzionali  | Veneto                | 8 - Rovigo                        | Rovigo                        |                     |                     |
| Veneto                | 17 collegi uninominali 6 seggi proporzionali  | Veneto                | 9 - Padova - Selvazzano Dentro    | Padova                        |                     |                     |
| Veneto                | 17 collegi uninominali 6 seggi proporzionali  | Veneto                | 10 - Cittadella                   | Cittadella                    |                     |                     |
| Veneto                | 17 collegi uninominali 6 seggi proporzionali  | Veneto                | 11 - Abano Terme                  | Abano Terme                   |                     |                     |
| Veneto                | 17 collegi uninominali 6 seggi proporzionali  | Veneto                | 12 - Vicenza                      | Vicenza                       |                     |                     |
| Veneto                | 17 collegi uninominali 6 seggi proporzionali  | Veneto                | 13 - Bassano del Grappa           | Bassano del Grappa            |                     |                     |
| Veneto                | 17 collegi uninominali 6 seggi proporzionali  | Veneto                | 14 - Schio                        | Schio                         |                     |                     |
| Veneto                | 17 collegi uninominali 6 seggi proporzionali  | Veneto                | 15 - San Bonifacio                | San Bonifacio                 |                     |                     |
| Veneto                | 17 collegi uninominali 6 seggi proporzionali  | Veneto                | 16 - Verona                       | Verona                        |                     |                     |
| Veneto                | 17 collegi uninominali 6 seggi proporzionali  | Veneto                | 17 - Villafranca di Verona        | Villafranca di Verona         |                     |                     |
| Friuli-Venezia Giulia | 5 collegi uninominali 2 seggi proporzionali   | Friuli-Venezia Giulia |                                   | 1 - Trieste                   | Trieste             |                     |
| Friuli-Venezia Giulia | 5 collegi uninominali 2 seggi proporzionali   | Friuli-Venezia Giulia | 2 - Gorizia                       | Gorizia                       |                     |                     |
| Friuli-Venezia Giulia | 5 collegi uninominali 2 seggi proporzionali   | Friuli-Venezia Giulia | 3 - Udine                         | Udine                         |                     |                     |
| Friuli-Venezia Giulia | 5 collegi uninominali 2 seggi proporzionali   | Friuli-Venezia Giulia | 4 - Codroipo                      | Codroipo                      |                     |                     |
| Friuli-Venezia Giulia | 5 collegi uninominali 2 seggi proporzionali   | Friuli-Venezia Giulia | 5 - Pordenone                     | Pordenone                     |                     |                     |
| Liguria               | 6 collegi uninominali 3 seggi proporzionali   | Liguria               |                                   | 1 - Sanremo                   | Sanremo             |                     |
| Liguria               | 6 collegi uninominali 3 seggi proporzionali   | Liguria               | 2 - Savona                        | Savona                        |                     |                     |
| Liguria               | 6 collegi uninominali 3 seggi proporzionali   | Liguria               | 3 - Genova - Campomorone          | Genova                        |                     |                     |
| Liguria               | 6 collegi uninominali 3 seggi proporzionali   | Liguria               | 4 - Genova - Bargagli             | Genova                        |                     |                     |
| Liguria               | 6 collegi uninominali 3 seggi proporzionali   | Liguria               | 5 - Genova - Chiavari             | Genova                        |                     |                     |
| Liguria               | 6 collegi uninominali 3 seggi proporzionali   | Liguria               | 6 - La Spezia                     | La Spezia                     |                     |                     |
| Emilia-Romagna        | 15 collegi uninominali 6 seggi proporzionali  | Emilia-Romagna        |                                   | 1 - Forlì                     | Forlì               |                     |
| Emilia-Romagna        | 15 collegi uninominali 6 seggi proporzionali  | Emilia-Romagna        | 2 - Cesena                        | Cesena                        |                     |                     |
| Emilia-Romagna        | 15 collegi uninominali 6 seggi proporzionali  | Emilia-Romagna        | 3 - Ravenna                       | Ravenna                       |                     |                     |
| Emilia-Romagna        | 15 collegi uninominali 6 seggi proporzionali  | Emilia-Romagna        | 4 - Ferrara                       | Ferrara                       |                     |                     |
| Emilia-Romagna        | 15 collegi uninominali 6 seggi proporzionali  | Emilia-Romagna        | 5 - Imola                         | Imola                         |                     |                     |
| Emilia-Romagna        | 15 collegi uninominali 6 seggi proporzionali  | Emilia-Romagna        | 6 - Bologna Centro                | Bologna                       |                     |                     |
| Emilia-Romagna        | 15 collegi uninominali 6 seggi proporzionali  | Emilia-Romagna        | 7 - Bologna - Casalecchio di Reno | Bologna                       |                     |                     |
| Emilia-Romagna        | 15 collegi uninominali 6 seggi proporzionali  | Emilia-Romagna        | 8 - San Giovanni in Persiceto     | San Giovanni in Persiceto     |                     |                     |
| Emilia-Romagna        | 15 collegi uninominali 6 seggi proporzionali  | Emilia-Romagna        | 9 - Modena                        | Modena                        |                     |                     |
| Emilia-Romagna        | 15 collegi uninominali 6 seggi proporzionali  | Emilia-Romagna        | 10 - Sassuolo                     | Sassuolo                      |                     |                     |
| Emilia-Romagna        | 15 collegi uninominali 6 seggi proporzionali  | Emilia-Romagna        | 11 - Reggio Emilia                | Reggio nell'Emilia            |                     |                     |
| Emilia-Romagna        | 15 collegi uninominali 6 seggi proporzionali  | Emilia-Romagna        | 12 - Fidenza                      | Fidenza                       |                     |                     |
| Emilia-Romagna        | 15 collegi uninominali 6 seggi proporzionali  | Emilia-Romagna        | 13 - Parma                        | Parma                         |                     |                     |
| Emilia-Romagna        | 15 collegi uninominali 6 seggi proporzionali  | Emilia-Romagna        | 14 - Piacenza                     | Piacenza                      |                     |                     |
| Emilia-Romagna        | 15 collegi uninominali 6 seggi proporzionali  | Emilia-Romagna        | 15 - Rimini                       | Rimini                        |                     |                     |
| Toscana               | 14 collegi uninominali 5 seggi proporzionali  | Toscana               |                                   | 1 - Firenze Nord              | Firenze             |                     |
| Toscana               | 14 collegi uninominali 5 seggi proporzionali  | Toscana               | 2 - Firenze - Scandicci           | Firenze                       |                     |                     |
| Toscana               | 14 collegi uninominali 5 seggi proporzionali  | Toscana               | 3 - Sesto Fiorentino              | Sesto Fiorentino              |                     |                     |
| Toscana               | 14 collegi uninominali 5 seggi proporzionali  | Toscana               | 4 - Empoli                        | Empoli                        |                     |                     |
| Toscana               | 14 collegi uninominali 5 seggi proporzionali  | Toscana               | 5 - Prato                         | Prato                         |                     |                     |
| Toscana               | 14 collegi uninominali 5 seggi proporzionali  | Toscana               | 6 - Pistoia                       | Pistoia                       |                     |                     |
| Toscana               | 14 collegi uninominali 5 seggi proporzionali  | Toscana               | 7 - Arezzo                        | Arezzo                        |                     |                     |
| Toscana               | 14 collegi uninominali 5 seggi proporzionali  | Toscana               | 8 - Carrara                       | Carrara                       |                     |                     |
| Toscana               | 14 collegi uninominali 5 seggi proporzionali  | Toscana               | 9 - Lucca                         | Lucca                         |                     |                     |
| Toscana               | 14 collegi uninominali 5 seggi proporzionali  | Toscana               | 10 - Pisa                         | Pisa                          |                     |                     |
| Toscana               | 14 collegi uninominali 5 seggi proporzionali  | Toscana               | 11 - Pontedera                    | Pontedera                     |                     |                     |
| Toscana               | 14 collegi uninominali 5 seggi proporzionali  | Toscana               | 12 - Siena                        | Siena                         |                     |                     |
| Toscana               | 14 collegi uninominali 5 seggi proporzionali  | Toscana               | 13 - Livorno                      | Livorno                       |                     |                     |
| Toscana               | 14 collegi uninominali 5 seggi proporzionali  | Toscana               | 14 - Grosseto                     | Grosseto                      |                     |                     |
| Umbria                | 5 collegi uninominali 2 seggi proporzionali   | Umbria                |                                   | 1 - Perugia                   | Perugia             |                     |
| Umbria                | 5 collegi uninominali 2 seggi proporzionali   | Umbria                | 2 - Orvieto                       | Orvieto                       |                     |                     |
| Umbria                | 5 collegi uninominali 2 seggi proporzionali   | Umbria                | 3 - Città di Castello             | Città di Castello             |                     |                     |
| Umbria                | 5 collegi uninominali 2 seggi proporzionali   | Umbria                | 4 - Foligno                       | Foligno                       |                     |                     |
| Umbria                | 5 collegi uninominali 2 seggi proporzionali   | Umbria                | 5 - Terni                         | Terni                         |                     |                     |
| Marche                | 6 collegi uninominali 2 seggi proporzionali   | Marche                |                                   | 1 - Ascoli Piceno             | Ascoli Piceno       |                     |
| Marche                | 6 collegi uninominali 2 seggi proporzionali   | Marche                | 2 - Civitanova Marche             | Civitanova Marche             |                     |                     |
| Marche                | 6 collegi uninominali 2 seggi proporzionali   | Marche                | 3 - Macerata                      | Macerata                      |                     |                     |
| Marche                | 6 collegi uninominali 2 seggi proporzionali   | Marche                | 4 - Ancona                        | Ancona                        |                     |                     |
| Marche                | 6 collegi uninominali 2 seggi proporzionali   | Marche                | 5 - Fano                          | Fano                          |                     |                     |
| Marche                | 6 collegi uninominali 2 seggi proporzionali   | Marche                | 6 - Pesaro                        | Pesaro                        |                     |                     |
| Lazio                 | 21 collegi uninominali 7 seggi proporzionali  | Lazio                 |                                   | 1 - Roma Centro               | Roma                |                     |
| Lazio                 | 21 collegi uninominali 7 seggi proporzionali  | Lazio                 | 2 - Roma - Trieste                | Roma - Trieste                |                     |                     |
| Lazio                 | 21 collegi uninominali 7 seggi proporzionali  | Lazio                 | 3 - Roma - Val Melaina            | Roma - Val Melaina            |                     |                     |
| Lazio                 | 21 collegi uninominali 7 seggi proporzionali  | Lazio                 | 4 - Roma - Collatino              | Roma - Collatino              |                     |                     |
| Lazio                 | 21 collegi uninominali 7 seggi proporzionali  | Lazio                 | 5 - Roma - Prenestino             | Roma - Prenestino-Labicano    |                     |                     |
| Lazio                 | 21 collegi uninominali 7 seggi proporzionali  | Lazio                 | 6 - Roma - Tuscolano              | Roma - Tuscolano              |                     |                     |
| Lazio                 | 21 collegi uninominali 7 seggi proporzionali  | Lazio                 | 7 - Roma - Ciampino               | Roma - Ciampino               |                     |                     |
| Lazio                 | 21 collegi uninominali 7 seggi proporzionali  | Lazio                 | 8 - Roma - Ostiense               | Roma - Ostiense               |                     |                     |
| Lazio                 | 21 collegi uninominali 7 seggi proporzionali  | Lazio                 | 9 - Roma - Fiumicino              | Roma - Fiumicino              |                     |                     |
| Lazio                 | 21 collegi uninominali 7 seggi proporzionali  | Lazio                 | 10 - Roma - Gianicolense          | Roma - Gianicolense           |                     |                     |
| Lazio                 | 21 collegi uninominali 7 seggi proporzionali  | Lazio                 | 11 - Roma - Primavalle            | Roma - Primavalle             |                     |                     |
| Lazio                 | 21 collegi uninominali 7 seggi proporzionali  | Lazio                 | 12 - Viterbo                      | Viterbo                       |                     |                     |
| Lazio                 | 21 collegi uninominali 7 seggi proporzionali  | Lazio                 | 13 - Civitavecchia                | Civitavecchia                 |                     |                     |
| Lazio                 | 21 collegi uninominali 7 seggi proporzionali  | Lazio                 | 14 - Rieti                        | Rieti                         |                     |                     |
| Lazio                 | 21 collegi uninominali 7 seggi proporzionali  | Lazio                 | 15 - Guidonia Montecelio          | Guidonia Montecelio           |                     |                     |
| Lazio                 | 21 collegi uninominali 7 seggi proporzionali  | Lazio                 | 16 - Frosinone                    | Frosinone                     |                     |                     |
| Lazio                 | 21 collegi uninominali 7 seggi proporzionali  | Lazio                 | 17 - Cassino                      | Cassino                       |                     |                     |
| Lazio                 | 21 collegi uninominali 7 seggi proporzionali  | Lazio                 | 18 - Terracina                    | Terracina                     |                     |                     |
| Lazio                 | 21 collegi uninominali 7 seggi proporzionali  | Lazio                 | 19 - Latina                       | Latina                        |                     |                     |
| Lazio                 | 21 collegi uninominali 7 seggi proporzionali  | Lazio                 | 20 - Velletri                     | Velletri                      |                     |                     |
| Lazio                 | 21 collegi uninominali 7 seggi proporzionali  | Lazio                 | 21 - Marino                       | Marino                        |                     |                     |
| Abruzzo               | 5 collegi uninominali 2 seggi proporzionali   | Abruzzo               |                                   | 1 - L'Aquila                  | L'Aquila            |                     |
| Abruzzo               | 5 collegi uninominali 2 seggi proporzionali   | Abruzzo               | 2 - Teramo                        | Teramo                        |                     |                     |
| Abruzzo               | 5 collegi uninominali 2 seggi proporzionali   | Abruzzo               | 3 - Pescara                       | Pescara                       |                     |                     |
| Abruzzo               | 5 collegi uninominali 2 seggi proporzionali   | Abruzzo               | 4 - Chieti                        | Chieti                        |                     |                     |
| Abruzzo               | 5 collegi uninominali 2 seggi proporzionali   | Abruzzo               | 5 - Lanciano                      | Lanciano                      |                     |                     |
| Molise                | 2 collegi uninominali                         | Molise                |                                   | 1 - Isernia                   | Isernia             |                     |
| Molise                | 2 collegi uninominali                         | Molise                | 2 - Campobasso                    | Campobasso                    |                     |                     |
| Campania              | 22 collegi uninominali 8 seggi proporzionali  | Campania              |                                   | 1 - Napoli Centro             | Napoli - Centro     |                     |
| Campania              | 22 collegi uninominali 8 seggi proporzionali  | Campania              | 2 - Napoli - Fuorigrotta          | Napoli - Fuorigrotta          |                     |                     |
| Campania              | 22 collegi uninominali 8 seggi proporzionali  | Campania              | 3 - Napoli - Arenella             | Napoli - Arenella             |                     |                     |
| Campania              | 22 collegi uninominali 8 seggi proporzionali  | Campania              | 4 - Napoli - Ponticelli           | Napoli - Ponticelli           |                     |                     |
| Campania              | 22 collegi uninominali 8 seggi proporzionali  | Campania              | 5 - Pozzuoli                      | Pozzuoli                      |                     |                     |
| Campania              | 22 collegi uninominali 8 seggi proporzionali  | Campania              | 6 - Giugliano in Campania         | Giugliano in Campania         |                     |                     |
| Campania              | 22 collegi uninominali 8 seggi proporzionali  | Campania              | 7 - Casoria                       | Casoria                       |                     |                     |
| Campania              | 22 collegi uninominali 8 seggi proporzionali  | Campania              | 8 - Pomigliano d'Arco             | Pomigliano d'Arco             |                     |                     |
| Campania              | 22 collegi uninominali 8 seggi proporzionali  | Campania              | 9 - Nola                          | Nola                          |                     |                     |
| Campania              | 22 collegi uninominali 8 seggi proporzionali  | Campania              | 10 - Torre del Greco              | Torre del Greco               |                     |                     |
| Campania              | 22 collegi uninominali 8 seggi proporzionali  | Campania              | 11 - Castellammare di Stabia      | Castellammare di Stabia       |                     |                     |
| Campania              | 22 collegi uninominali 8 seggi proporzionali  | Campania              | 12 - Portici                      | Portici                       |                     |                     |
| Campania              | 22 collegi uninominali 8 seggi proporzionali  | Campania              | 13 - Caserta                      | Caserta                       |                     |                     |
| Campania              | 22 collegi uninominali 8 seggi proporzionali  | Campania              | 14 - Aversa                       | Aversa                        |                     |                     |
| Campania              | 22 collegi uninominali 8 seggi proporzionali  | Campania              | 15 - Santa Maria Capua Vetere     | Santa Maria Capua Vetere      |                     |                     |
| Campania              | 22 collegi uninominali 8 seggi proporzionali  | Campania              | 16 - Benevento                    | Benevento                     |                     |                     |
| Campania              | 22 collegi uninominali 8 seggi proporzionali  | Campania              | 17 - Ariano Irpino                | Ariano Irpino                 |                     |                     |
| Campania              | 22 collegi uninominali 8 seggi proporzionali  | Campania              | 18 - Avellino                     | Avellino                      |                     |                     |
| Campania              | 22 collegi uninominali 8 seggi proporzionali  | Campania              | 19 - Agropoli                     | Agropoli                      |                     |                     |
| Campania              | 22 collegi uninominali 8 seggi proporzionali  | Campania              | 20 - Battipaglia                  | Battipaglia                   |                     |                     |
| Campania              | 22 collegi uninominali 8 seggi proporzionali  | Campania              | 21 - Salerno                      | Salerno                       |                     |                     |
| Campania              | 22 collegi uninominali 8 seggi proporzionali  | Campania              | 22 - Nocera Inferiore             | Nocera Inferiore              |                     |                     |
| Puglia                | 16 collegi uninominali 6 seggi proporzionali  | Puglia                |                                   | 1 - Bari Centro               | Bari Centro         |                     |
| Puglia                | 16 collegi uninominali 6 seggi proporzionali  | Puglia                | 2 - Bitonto                       | Bitonto                       |                     |                     |
| Puglia                | 16 collegi uninominali 6 seggi proporzionali  | Puglia                | 3 - Molfetta                      | Molfetta                      |                     |                     |
| Puglia                | 16 collegi uninominali 6 seggi proporzionali  | Puglia                | 4 - Andria                        | Andria                        |                     |                     |
| Puglia                | 16 collegi uninominali 6 seggi proporzionali  | Puglia                | 5 - Altamura                      | Altamura                      |                     |                     |
| Puglia                | 16 collegi uninominali 6 seggi proporzionali  | Puglia                | 6 - Monopoli                      | Monopoli                      |                     |                     |
| Puglia                | 16 collegi uninominali 6 seggi proporzionali  | Puglia                | 7 - Lecce                         | Lecce                         |                     |                     |
| Puglia                | 16 collegi uninominali 6 seggi proporzionali  | Puglia                | 8 - Nardò                         | Nardò                         |                     |                     |
| Puglia                | 16 collegi uninominali 6 seggi proporzionali  | Puglia                | 9 - Casarano                      | Casarano                      |                     |                     |
| Puglia                | 16 collegi uninominali 6 seggi proporzionali  | Puglia                | 10 - Taranto                      | Taranto                       |                     |                     |
| Puglia                | 16 collegi uninominali 6 seggi proporzionali  | Puglia                | 11 - Martina Franca               | Martina Franca                |                     |                     |
| Puglia                | 16 collegi uninominali 6 seggi proporzionali  | Puglia                | 12 - Francavilla Fontana          | Francavilla Fontana           |                     |                     |
| Puglia                | 16 collegi uninominali 6 seggi proporzionali  | Puglia                | 13 - Brindisi                     | Brindisi                      |                     |                     |
| Puglia                | 16 collegi uninominali 6 seggi proporzionali  | Puglia                | 14 - San Severo                   | San Severo                    |                     |                     |
| Puglia                | 16 collegi uninominali 6 seggi proporzionali  | Puglia                | 15 - Manfredonia                  | Manfredonia                   |                     |                     |
| Puglia                | 16 collegi uninominali 6 seggi proporzionali  | Puglia                | 16 - Foggia                       | Foggia                        |                     |                     |
| Basilicata            | 5 collegi uninominali 2 seggi proporzionali   | Basilicata            |                                   | 1 - Potenza                   | Potenza             |                     |
| Basilicata            | 5 collegi uninominali 2 seggi proporzionali   | Basilicata            | 2 - Melfi                         | Melfi                         |                     |                     |
| Basilicata            | 5 collegi uninominali 2 seggi proporzionali   | Basilicata            | 3 - Matera                        | Matera                        |                     |                     |
| Basilicata            | 5 collegi uninominali 2 seggi proporzionali   | Basilicata            | 4 - Pisticci                      | Pisticci                      |                     |                     |
| Basilicata            | 5 collegi uninominali 2 seggi proporzionali   | Basilicata            | 5 - Lauria                        | Lauria                        |                     |                     |
| Calabria              | 8 collegi uninominali 3 seggi proporzionali   | Calabria              |                                   | 1 - Castrovillari             | Castrovillari       |                     |
| Calabria              | 8 collegi uninominali 3 seggi proporzionali   | Calabria              | 2 - Corigliano Calabro            | Corigliano Calabro            |                     |                     |
| Calabria              | 8 collegi uninominali 3 seggi proporzionali   | Calabria              | 3 - Cosenza                       | Cosenza                       |                     |                     |
| Calabria              | 8 collegi uninominali 3 seggi proporzionali   | Calabria              | 4 - Catanzaro                     | Catanzaro                     |                     |                     |
| Calabria              | 8 collegi uninominali 3 seggi proporzionali   | Calabria              | 5 - Crotone                       | Crotone                       |                     |                     |
| Calabria              | 8 collegi uninominali 3 seggi proporzionali   | Calabria              | 6 - Vibo Valentia                 | Vibo Valentia                 |                     |                     |
| Calabria              | 8 collegi uninominali 3 seggi proporzionali   | Calabria              | 7 - Palmi                         | Palmi                         |                     |                     |
| Calabria              | 8 collegi uninominali 3 seggi proporzionali   | Calabria              | 8 - Reggio Calabria               | Reggio Calabria               |                     |                     |
| Sicilia               | 20 collegi uninominali 7 seggi proporzionali  | Sicilia               |                                   | 1 - Marsala                   | Marsala             |                     |
| Sicilia               | 20 collegi uninominali 7 seggi proporzionali  | Sicilia               | 2 - Mazara del Vallo              | Mazara del Vallo              |                     |                     |
| Sicilia               | 20 collegi uninominali 7 seggi proporzionali  | Sicilia               | 3 - Palermo - Capaci              | Palermo - Capaci              |                     |                     |
| Sicilia               | 20 collegi uninominali 7 seggi proporzionali  | Sicilia               | 4 - Palermo Centro                | Palermo Centro                |                     |                     |
| Sicilia               | 20 collegi uninominali 7 seggi proporzionali  | Sicilia               | 5 - Palermo Sud                   | Palermo Sud                   |                     |                     |
| Sicilia               | 20 collegi uninominali 7 seggi proporzionali  | Sicilia               | 6 - Gela                          | Gela                          |                     |                     |
| Sicilia               | 20 collegi uninominali 7 seggi proporzionali  | Sicilia               | 7 - Sciacca                       | Sciacca                       |                     |                     |
| Sicilia               | 20 collegi uninominali 7 seggi proporzionali  | Sicilia               | 8 - Agrigento                     | Agrigento                     |                     |                     |
| Sicilia               | 20 collegi uninominali 7 seggi proporzionali  | Sicilia               | 9 - Bagheria                      | Bagheria                      |                     |                     |
| Sicilia               | 20 collegi uninominali 7 seggi proporzionali  | Sicilia               | 10 - Monreale                     | Monreale                      |                     |                     |
| Sicilia               | 20 collegi uninominali 7 seggi proporzionali  | Sicilia               | 11 - Messina                      | Messina                       |                     |                     |
| Sicilia               | 20 collegi uninominali 7 seggi proporzionali  | Sicilia               | 12 - Barcellona Pozzo di Gotto    | Barcellona Pozzo di Gotto     |                     |                     |
| Sicilia               | 20 collegi uninominali 7 seggi proporzionali  | Sicilia               | 13 - Enna                         | Enna                          |                     |                     |
| Sicilia               | 20 collegi uninominali 7 seggi proporzionali  | Sicilia               | 14 - Acireale                     | Acireale                      |                     |                     |
| Sicilia               | 20 collegi uninominali 7 seggi proporzionali  | Sicilia               | 15 - Catania Centro               | Catania Centro                |                     |                     |
| Sicilia               | 20 collegi uninominali 7 seggi proporzionali  | Sicilia               | 16 - Catania - Misterbianco       | Catania - Misterbianco        |                     |                     |
| Sicilia               | 20 collegi uninominali 7 seggi proporzionali  | Sicilia               | 17 - Paternò                      | Paternò                       |                     |                     |
| Sicilia               | 20 collegi uninominali 7 seggi proporzionali  | Sicilia               | 18 - Ragusa                       | Ragusa                        |                     |                     |
| Sicilia               | 20 collegi uninominali 7 seggi proporzionali  | Sicilia               | 19 - Avola                        | Avola                         |                     |                     |
| Sicilia               | 20 collegi uninominali 7 seggi proporzionali  | Sicilia               | 20 - Siracusa                     | Siracusa                      |                     |                     |
| Sardegna              | 6 collegi uninominali 3 seggi proporzionali   | Sardegna              |                                   | 1 - Cagliari                  | Cagliari            |                     |
| Sardegna              | 6 collegi uninominali 3 seggi proporzionali   | Sardegna              | 2 - Nuoro                         | Nuoro                         |                     |                     |
| Sardegna              | 6 collegi uninominali 3 seggi proporzionali   | Sardegna              | 3 - Carbonia                      | Carbonia                      |                     |                     |
| Sardegna              | 6 collegi uninominali 3 seggi proporzionali   | Sardegna              | 4 - Sassari                       | Sassari                       |                     |                     |
| Sardegna              | 6 collegi uninominali 3 seggi proporzionali   | Sardegna              | 5 - Olbia                         | Olbia                         |                     |                     |
| Sardegna              | 6 collegi uninominali 3 seggi proporzionali   | Sardegna              | 6 - Oristano                      | Oristano                      |                     |                     |